# Michael Posner
Michael I. Posner (12 september 1936) is een Amerikaans psycholoog.
Posner heeft talloze publicaties op het terrein van de psychologie en cognitieve neurowetenschap op zijn naam. Zijn grootste verdiensten liggen op het terrein van de selectieve aandacht, waarbij hij baanbrekend onderzoek deed naar verschillende  aandachtsnetwerken in de hersenen. Momenteel is hij als emeritus professor in de neurowetenschap werkzaam aan de Universiteit van Oregon (Department of Psychology, Institute of Cognitive and Decision Sciences).
In zijn standaardwerk Chronometric Explorations of Mind, dat werd gepubliceerd in 1978, paste Posner de subtractie techniek toe die ongeveer 100 jaar eerder door F.C. Donders was bedacht. Deze aanpak wordt ook wel mentale chronometrie genoemd.
Posner paste later in zijn onderzoek naar aandachtsnetwerken en taalprocessen, dezelfde subtractie techniek toe op driedimensionale beelden van de hersenen, die verkregen waren met de PET- (positronemissietomografie) techniek. In zijn boek Images of Mind, samen met Mark Raichle in 1994 gepubliceerd, zijn de resultaten van dit onderzoek op een voor een breed publiek begrijpelijk wijze beschreven.